# Villa de Mari (Palmaro)
Villa de Mari a Pra' Palmaro, nota anche come Villa delle Orsoline, è una villa patrizia genovese fatta erigere dalla famiglia Pinelli nel XVI secolo; nel 1580 subì il primo restauro che affiancò all'edificio originario una torretta, visibile ancora oggi.

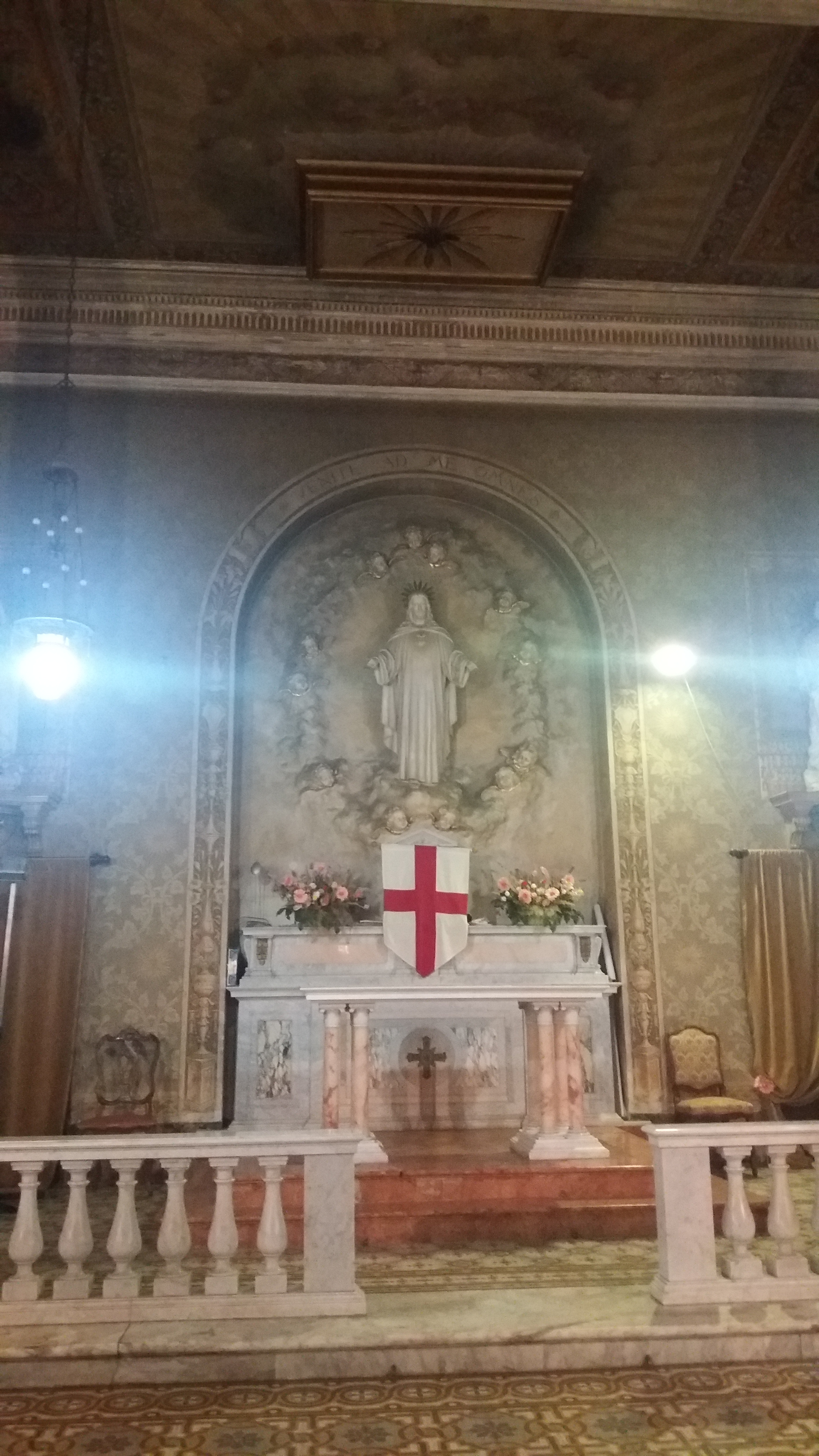
Cappella della villa

Nel 1634 Filippo Maria Pinelli ne commissionò un ulteriore ampliamento, affidando i lavori a Bartolomeo Bianco, architetto di spicco nella zona e che aveva lavorato anche alla vicina villa Doria Podestà.
Nel 1736 appare al Catasto tra le proprietà di Ambrogio Negrone, ma già dal 1798 risulta della famiglia di Gio Battista de Mari.
Sono di origine settecentesca i due corpi laterali della villa, mentre alcuni aggiustamenti architettonici e rifiniture estetiche, come i merli della torretta, risalgono ad un successivo rimaneggiamento ottocentesco. Risalgono invece al primo Novecento gli affreschi delle sale interne.
La famiglia proprietaria cedette la proprietà alle suore Orsoline negli anni sessanta, queste la trasformarono in una scuola con asilo, elementari, scuole medie e superiori; per adeguarsi alla nuova destinazione d'uso e all'esigenza di spazi comuni e aggiunsero nel 1960 l'ala nuova con refettorio e palestra a monte del palazzo.
Venne definitivamente abbandonata dalle suore nel 1991 che chiusero l'istituto e cedettero la proprietà all'Associazione ARTE; da allora è rimasta in stato di abbandono e degrado per una decade.
Nel 2006 alcuni comitati organizzati dai cittadini, tra cui gli Amici di Villa De Mari e il Comitato per Prà, si sono occupati del ripristino dei giardini e della cappella, finanziando i costi di pulizia e manutenzione con alcune manifestazioni di quartiere tra cui sagre ed eventi musicali. L'intento era quello di avere un'area di svago verde per la comunità locale.
Nel 2008 ARTE concesse la proprietà dell'edificio al Comune di Genova che nel 2009 iniziò la riqualificazione parziale della struttura con la messa in sicurezza delle ali nuove, le quali vennero destinate come ambulatori dell'ASL Genovese.
Il giardino verde della villa vede una manutenzione parzialmente effettuata dal comune e parzialmente dai volontari.
Per quanto riguarda il palazzo storico, invece, gli interventi di restauro sono stati minimi e limitati principalmente al rifacimento del tetto, ancora in corso.
La villa è annualmente sede della Sagra dell'Acciuga e vi si svolgono periodiche manifestazioni ludiche ed eventi musicali nella cappella del palazzo sotto il nome di "Amici di Villa De Mari". 
La villa è sottoposta a intervento di restauro completo sia degli interni sia dei prospetti esterni, nell'ambito del Bando Ministeriale "Pinqua", in particolare per riportare all'antico splendore il bellissimo salone rosso con i suoi soffitti affrescati, dove spicca lo stemma del comune di Pra'.